# 向坊隆
向坊 隆（むかいぼう たかし、1917年3月24日 - 2002年7月4日）は、日本の応用化学者。東京大学総長。専門は電気化学で、金属の腐蝕、原子炉材料を研究し、日米原子力協力協定のまとめ役となり、原子力委員会委員長代理、日本原子力産業会議会長を務めた。1992年文化功労者。

## 来歴・人物
関東州大連生まれ（父親が満鉄の理事だった）。大連二中、一高を経て、東京帝国大学応用化学科卒、1955年東京大学工学博士、「電気化学装置の化学工学的研究」。1959年東大教授。1968年の東大紛争時の工学部長で学内の改革に努め、1977年から総長。
1977年電気化学協会会長。1982年日本工学教育協会会長。

## 著作
- エネルギー問題についての基礎知識 講談社学術文庫, 1978
- 学長の平日と休日 東京大学出版会, 1982
- 科学技術と人間 富山県教育委員会, 1983

## 共編著
- 英才教育 清水義弘共編 第一法規出版, 1969
- 現代技術の再評価 牧野昇共編 工業調査会, 1974
- エネルギー論 青木昌治,関根泰次共著 岩波書店, 1976
- 明日のエネルギーを求めて 編著 学陽書房, 1977
- これからの原子力政策のポイント 川上幸一対談 原通, 1982

## 栄典
- 1989年 - 勲一等瑞宝章受章[3]